# Rumänische Feldhandball-Meisterschaft der Frauen
Die Rumänische Feldhandballmeisterschaft war die höchste Spielklasse im rumänischen Feldhandball.

## Meister
| Saison  | Meister                | Vizemeister                       | Dritter                        | Vierter                                |                         | Meistertrainer   |
| ------- | ---------------------- | --------------------------------- | ------------------------------ | -------------------------------------- | ----------------------- | ---------------- |
| 1946    | Kares Mediaş           | SG Sighişoara                     |                                |                                        |                         | Bruno Holzträger |
| 1947    | Derubau Mediaş         | Voinţa Sighişoara                 |                                |                                        | Bruno Holzträger        |                  |
| 1948    | IRTJ Mediaş            | Voinţa Mediaş                     | Avântul Agnita                 | Kares Mediaş                           |                         |                  |
| 1949    | Record Mediaş          | CFR Sighişoara                    | CSU Bucureşti                  | Derubau Sibiu                          | Bruno Holzträger        |                  |
| 1950    | Flamura Roşie Mediaş   | CSU Bucureşti                     | Flamura Roşie ILSA Timişoara   | Locomotiva Bacău                       | Wilhelm Lapka           |                  |
| 1951    | Flamura Roşie Mediaş   | Spartak Sighişoara                | Ştiinţa ICF Bucureşti          | SMTCF Timişoara                        | Bruno Holzträger        |                  |
| 1952    | Ştiinţa ICF Bucureşti  | Spartak Sighişoara                | Ştiinţa Timişoara              | Progresul SMTCF Tg.Mureş               | Ioan Kunst Ghermănescu  |                  |
| 1953    | Ştiinţa Timişoara      | Ştiinţa ICF Bucureşti             | Progresul Învăţământ Bucureşti | Flamura Roşie Mediaş                   | Walter Meither          |                  |
| 1954    | Progresul Tg.Mureş     | Progresul Braşov                  | Ştiinţa Timişoara              | Ştiinţa ICF Bucureşti                  | Arpad Kamenitzchi       |                  |
| 1955    | Progresul Tg.Mureş     | Ştiinţa ICF Bucureşti             | Progresul Braşov               | Ştiinţa Ministerul Învăţământului Buc. | Arpad Kamenitzchi       |                  |
| 1956    | Progresul Braşov       | Flamura Roşie Bucureşti           | Flamura Roşie Sibiu            |                                        | Dumitru Popescu-Colibaş |                  |
| 1957    | Steagul Roşu Bucureşti | Progresul MIC Bucureşti           | Progresul Braşov               |                                        | Constantin Popescu      |                  |
| 1957/58 | Steagul Roşu Bucureşti | Olimpia Bucureşti                 | Flamura Roşie Sibiu            |                                        | Constantin Popescu      |                  |
| 1958/59 | Olimpia Bucureşti      | Cetatea Bucur Progresul Bucureşti | Mureşul Tg.Mureş               |                                        | Constantin Popescu      |                  |
| 1959/60 | Ştiinţa Bucureşti      | Rapid Bukarest                    | Ştiinţa Timişoara              |                                        | Valeriu Gogâltan        |                  |
| 1960/61 | Rapid Bukarest         | Progresul Bucureşti               | Mureşul Tg.Mureş               |                                        | Gabriel Zugrăvescu      |                  |
| 1961/62 | Progresul Bucureşti    | Minerul Vulcan                    | CSS Cluj                       |                                        | Constantin Popescu      |                  |
| 1962/63 | Ştiinţa Bucureşti      | Rapid Bukarest                    | Progresul Bucureşti            |                                        | Ioan Bota               |                  |

1. 1 2  Als Pokal ausgetragen